# Thanos simonattoi
Thanos (il cui nome dal greco significa "immortale", e fa riferimento all'omonimo personaggio di Marvel Comics) è un genere estinto di dinosauro teropode abelisauride vissuto nel Cretaceo superiore (Santoniano), in quello che oggi è il Brasile. Il genere contiene una singola specie, ossia T. simonattoi.

## Descrizione
Thanos è un dinosauro di media-piccola taglia con una lunghezza stimata di 5,5-6,5 metri (18-21 piedi).
Nonostante l'incompletezza del materiale fossile su cui è stato eretto il genere, sono presenti numerose caratteristiche diagnostiche; una carena ventrale ben sviluppata che diventa più ampia e più profonda posteriormente sulla superficie ventrale; il grado di separazione dei due formai pneumatici sulla superficie laterale del centro; e il pronunciato sviluppo delle fosse prezigo-spinodiapofiseali. In vista di queste caratteristiche, Thanos potrebbe essere stato un abelisauride più derivato rispetto agli altri abelisauridi suoi contemporanei.

## Classificazione
Nella loro analisi filogenetica del 2018, Delcourt e Iori recuperarono Thanos in una grande politomia con altri Brachyrostra all'interno di Abelisauridae.
Thanos condivideva solo due sinapomorfie con Brachyrostra. La faccetta articolare anteriore dell'asse è più del doppio rispetto alla faccetta articolare posteriore. La sfaccettatura posteriore è inclinata in avanti con un angolo inferiore a 75°.

## Storia della scoperta
Nel 2014, venne riportato nella letteratura scientifica che Sérgio Luis Simonatto con una squadra del Museu de Paleontologia "Prof. Antonio Celso de Arruda Campos" aveva ritrovato la parte frontale dell'asse di un teropode, nei pressi di São José do Rio Preto. Diversi anni dopo Fabiano Vidoi Iori scoprì la parte posteriore della stessa vertebra.
Nel 2018, la specie tipo Thanos simonattoi è stata nominata e descritta da Rafael Delcourt e Fabiano Vidoi Iori. Il nome generico, Thanos, si riferisce al personaggio della Marvel Comics Thanos, creato da Jim Starlin. Il nome del personaggio è esso stesso derivato dal greco θάνατος/thanatos ossia "morte". Il nome specifico, simonattoi, onora il paleontologo Sérgio Luis Simonatto.
L'esemplare olotipico, MPMA 08-0016/95, è stato rinvenuto all'interno della Formazione São José do Rio Preto, parte del Gruppo Bauru e risalente al Santoniano; sebbene nel 2014 si credeva risalisse al Maastrichtiano. L'esemplare consiste in un complesso atlante-asse (ovvero, la prima e la seconda vertebra cervicale fuse assieme) parzialmente conservato. Mancano diversi processi nella parte anteriore, posteriore e laterale. L'esemplare è attualmente ospitato nel Museu de Paleontologia de Monte Alto, in Brasile.

## Paleoecologia
Thanos condivideva il suo paleoambiente con un altro teropode più grande non ancora descritto, che si ritiene essere un megaraptora di cui è stata trovata solo una vertebra, catalogato come esemplare MPMA 08-0003/94, a Ibirá. Ciò implicherebbe che Thanos non fosse il superpredatore della zona, bensì più un predatore di nicchia o forse un saprofago.